# Nikolai Ivanovich Shakura
Nikolai Ivanovich Shakura (Николай Иванович Шакура) nasceu em Belarus RSS em 7 de Outubro de 1945. É a cabeça do departamento de astrofísica relativista no Instituto Astronômico Sternberg, Universidade de Moscou. Um especialista bem conhecido na teoria de acreção e na astrofísica dos binários de raios-x, com Rashid Sunyaev ele é particularmente famoso como o desenvolvedor da teoria padrão do acreção de disco.